# Smartwings
Смарт Вингз (англ. Smart Wings) — бренд чешской авиакомпании Travel Service. «Смарт Вингз» осуществляет регулярные рейсы по Европе и Ближнему Востоку, является наиболее известной среди чешских бюджетных авиакомпаний.

## История
Частная чартерная авиакомпания Travel Service Airlines была основана в 1997 году, и занималась, в основном, воздушным чартером для различных туроператоров. В 2004 году Travel Service зарегистрировала торговую марку Smart Wings, для недорогих регулярных рейсов в города Европы и Азии.
Торжественное открытие происходило в аэропорту «Рузине» 1 мая 2004 году, где присутствовал президент Чешской Республики Вацлав Клаус. Авиационный флот компании состоял из двух Boeing 737—500, ранее принадлежащих немецкой авиакомпании Lufthansa. В тот же день были совершены первые два рейса: сообщением Прага — Париж (в «Руасси-Шарль-де-Голль») и Прага — Цюрих.
После банкротства в 2009 году авиакомпании SkyEurope (базировалась в Братиславе (Словакия) и Праге), Smart Wings смогла ввести постоянные рейсы в Париж и Рим.

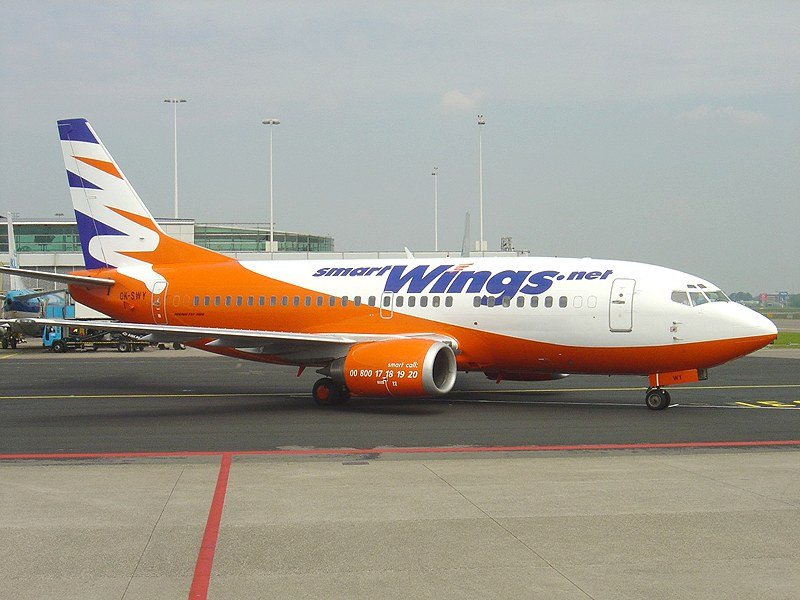
Smart Wings Боинг 737—500, Рузине (Прага), 2006 год.

В качестве основных хабов Smart Wings используют международные аэропорты Рузине в Праге и Ферихедь в Будапеште (с 2007 года), а также дополнительные аэропорты в Брно (Туржаны) и Остраве (аэропорт Леоша Яначека).
В 2007 году исландская компания Icelandair Group выказала намерение выкупить Smart Wings у Travel Service (к 2008 году предполагалось выкупить все 100 % акций компаний), однако в Travel Service на эту сделку не пошли. На сегодняшний день обе компании (Travel Service и Smart Wings) входят в концерн Icelandair Group.
Начиная с марта 2015 авиакомпания начинает выполнять каждодневные регулярные полеты по маршруту Прага — Москва — Прага, при этом предложив тарифы ниже на 30 % по сравнению с иными участниками (Аэрофлот и Чешские авиалинии).

## Флот
По состоянию на апрель 2022 года средний возраст воздушных судов авиакомпании составлял 11,6 года. Флот состоит из следующих типов самолётов:

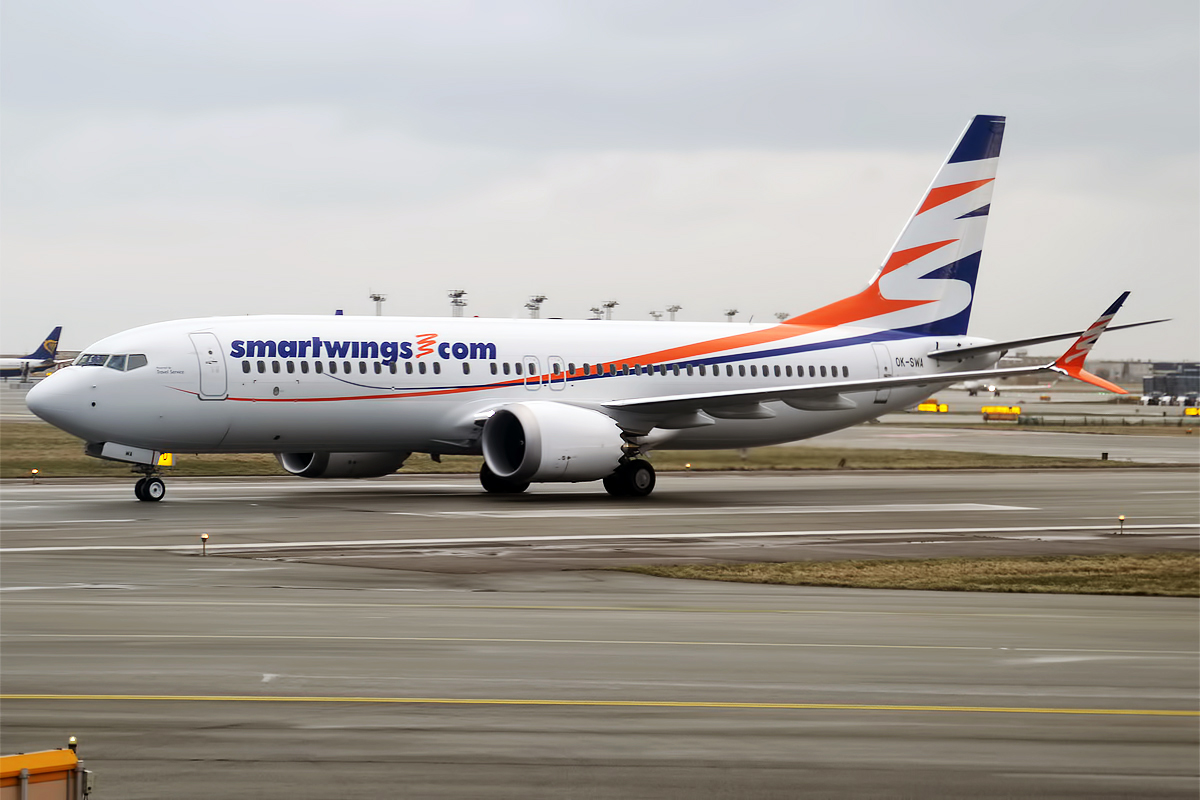
Boeing 737 MAX 8 авиакомпании SmartWings.

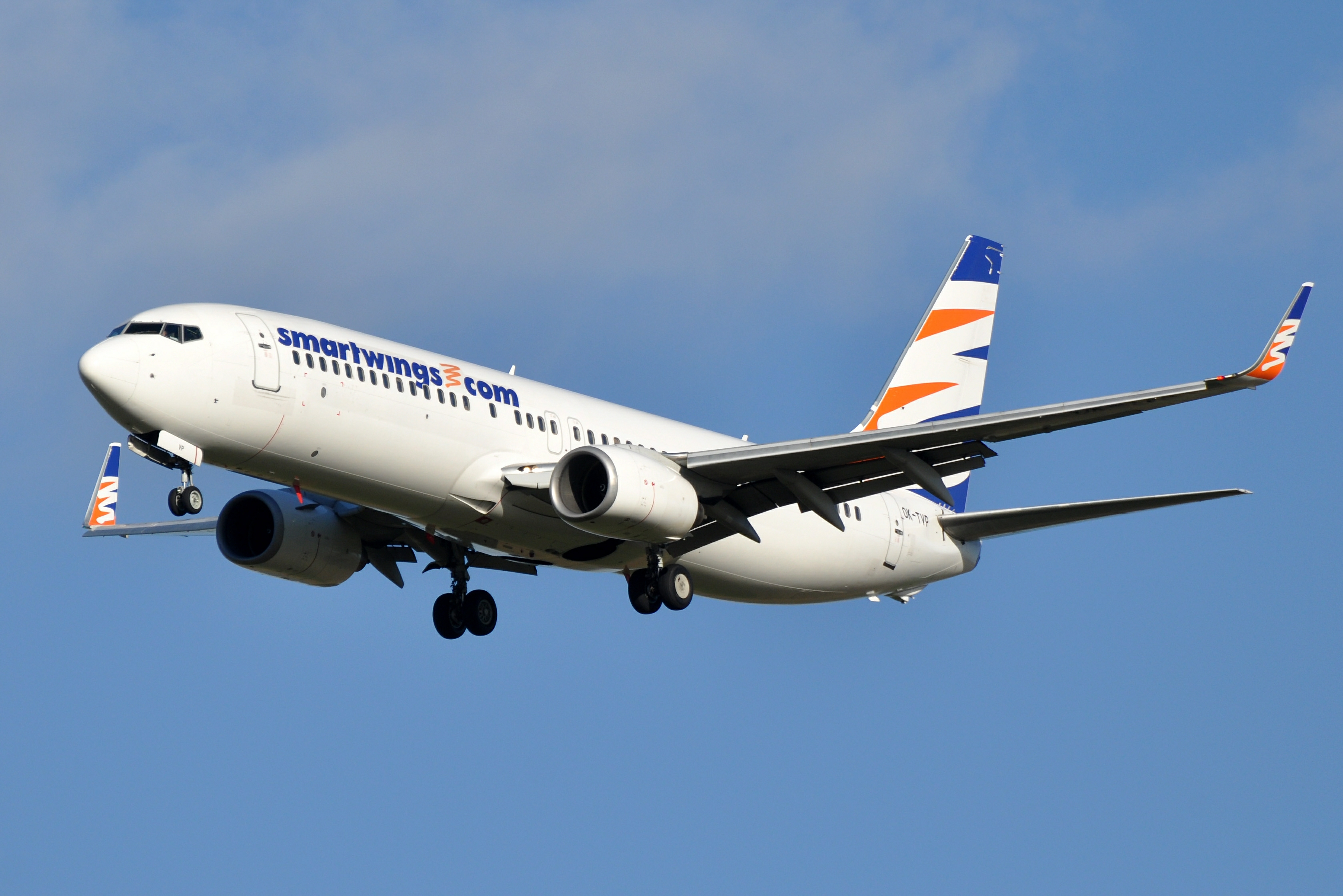
Boeing 737-800 авиакомпании SmartWings.